# هیپ هیپ هورا!
هیپ هیپ هورا! (سوئدی: Hip hip hurra!؛ ‏ نروژی: Hipp hipp hurra!) یک فیلم درام دانمارکی-نروژی-سوئدی به کارگردانی شل گریده است که در سال ۱۹۸۷ منتشر شد.
عنوانِ این فیلم برگرفته از تابلوی نقاشی هیپ، هیپ، هورا! اثر نقاش دانمارکی پیدر سورین کرویر است و به نقاشان اسکاگن می‌پردازد. این فیلم برندهٔ جایزه ویژه هیئت داوران جشنواره فیلم ونیز، برندهٔ اوسلای طلایی بابت «بهترین فیلم‌برداری» در جشنواره فیلم ونیز و همچنین برندهٔ گلدباگن «بهترین بازیگر زن» شد.

## بازیگران
- استلان اسکاشگورد در نقش پیدر سورین کرویر
- هلگه یوردال در نقش کریستیان کروگ
- مورتن گرون‌وِلد در نقش مایکل آنکر
- اولا هنینگسن در نقش آنا آنکر
- یسپر کریستنسن در نقش ویگو یوهانسن
- گیتا نوربی در نقش هِـنی
- استفان سائوک در نقش هوگو آلوین
- لین استوکه در نقش اودا کروهگ
- ینس آرنسن در نقش نقاش
- یوهان هوسون شلگرین در نقش اسکار بیورک